# Anne Marie Ottersen
Pour les articles homonymes, voir Ottersen.
Anne Marie Ottersen Lindtner, née le 29 avril 1945 à Kongsberg (Norvège), est une actrice norvégienne.

## Filmographie

### Au cinéma
- 1969 : Psychedelic Blues (Psychedelica Blues) : Liven
- 1971 : Le Viol (Voldtekt) : Wilhelmine Hansen
- 1971 : 3 : Wilhelmine
- 1972 : Objection (Motforestilling)
- 1973 : Knut Formos siste jakt : Huldra
- 1974 : The Seed ( Kimen) : Gudrun
- 1975 : Wives (Hustruer) : Mie Jacobsen
- 1977 : The Silent Majority (Det tause flertall) : Framtidsuhyre
- 1977 : Kosmetikkrevolusjonen
- 1979 : Ingen roser... takk : Margrethe
- 1980 : If Music Be the Food of Love (Nedtur) : Jente i studio
- 1980 : Arme, syndige menneske : Karin
- 1984 : On the Threshold (Lars i porten) : la mère
- 1985 : Deilig er fjorden : Dame på diskotek
- 1985 : Wives - Ten Years After (Hustruer - ti år etter) : Mie
- 1986 : Plastposen : Resepsjonsbetjent på sykehus
- 1986 : Macaroni Blues (Makaroni Blues) : Elsa, Vincenzos kone
- 1986 : The Dream Castle (Drømmeslottet) : la mère de Tobben
- 1989 : Bryllupsfesten : Mary Holm
- 1991 : Buicken - store gutter gråter ikke : Anna
- 1993 : Jungle Jack (Jungledyret) (voix)
- 1994 : Bikinisesongen : la mère de Leo
- 1994 : Fredrikssons fabrikk - The movie : Pia
- 1996 : Wives III (Hustruer III) : Mie
- 2005 : Import-Export (Import-eksport) : Jans mor (la mère de Jan)
- 2011 : Suitfight : Molly
- 2011 : Jackpot (Arme Riddere) : Thors mamma
- 2015 : Staying Alive : la mère de Marianne

## Récompenses et distinctions
- 1986 : Prix Amanda de la meilleure actrice pour Hustruer - ti år etter